# District d'Elila
Le district d'Elila fut créé en 1961 sur décision du Gouverneur du Kivu après délibération au parlement provincial en vue d'éviter à la Province un guerre tribale. Ce district était composé par les territoires de Mwenga, Pangi, Shabunda et une partie du territoire de Walikale.
L'Urega (Bulega) est un ancien territoire (circonscription administrative de l'époque venant après le district et la province) du Congo belge, issu de l'ancien district de Lowa (1910-1922) dans la Province orientale, qui est à l'Est de la rivière Lwalaba, entre le Lwalaba et les monts Mitumba à l'Ouest des lacs Kivu et Tanganyika et comprend les bassins des rivières Ulindi, Elila et Lowa supérieur. 
L'Urega (Bulega ou Ulegaland) est une entité historique, culturelle et linguistique de la République démocratique du Congo. Lors de la crise congolaise, en 1961 pour éviter le risque d'explosion de la province du Kivu, l'assemblée provinciale approuva la décision du gouverneur Miruho sur l'organisation administrative de la province du Kivu, qui créa sept districts à la place de trois qui existaient. Les territoires de l'Urega (Bulega) (Pangi, Shabunda et Mwenga) furent regroupés pour former le nouveau district d'Elila.